# Harda-Distrid Miebach
Harda-Distrid Miebach (* 1939 in München) ist eine deutsche Autorin und Philosophin.

## Leben
Miebach studierte zunächst Betriebswirtschaftslehre und war anschließend 35 Jahre als Assistentin von Vorstands- und Aufsichtsratsvorsitzenden und schließlich als kaufmännische Leiterin eines internationalen Hard- und Softwarekonzerns tätig.
Von 1984 bis 1992 studierte Miebach nebenberuflich an der AKAD in Stuttgart zuerst Philosophie, Psychologie und Italianistik und schloss das Studium mit dem Diplom an der Accademia Italiana di lingua in Florenz 1992 ab. Nach einem weiterführenden Studium mit Schwerpunkt Italianistik und Philosophie erwarb sie einen Hochschulabschluss an der Universität Perugia und anschließendem den Doktortitel. Sie setzte ihr Universitätsstudium als Rentnerin an der Universität in Eichstätt mit den Schwerpunkten Italianistik/Philosophie/Hispanistik fort. Zusätzlich studierte sie nun auch die spanische Sprache an der AKAD in Stuttgart und der Universität Salamanca.  Das Studium beendete sie mit dem Grad einer Magistra Artium 2004 in Eichstätt und promovierte im Alter von 69 Jahren zum Dr. phil. an der Ludwig-Maximilians-Universität München.
Seit 2008 publizierte Miebach fünf monografische Wissenschaftsabhandlungen.

## Werke
- Epochenwandel – Holismus im 21. Jahrhundert: Ganzheitlichkeit in der Wissenschaft: von immanenter Naturdominanz, immerwährend-systemrelevanten Gehirn-, Geist- und Psyche-Reaktionen zur Welt-Gehirn Beziehung. Cuvillier Verlag, Göttingen 2022, ISBN 978-3-7369-7593-4.
- Ganzheitliches Gewahrwerden als komplex-kreatives Quantensystem: die modernen Quanten- und Neurowissenschaften des 21. Jahrhunderts transdisziplinär vernetzt und philosophisch/ethisch in Szene gesetzt. Cuvillier Verlag, Göttingen 2019, ISBN 978-3-7369-7085-4.
- Wissenschaftliche Transdisziplinarität – ein philosophischer und ethisch-kritischer Diskurs: Emergent vernetzt: Neuroscience – moderne Biologie im 21. Jahrhundert – Künstliche Intelligenz – Robotik – Superintelligenz – Cyber-Age. Peter Lang, Frankfurt am Main 2016, ISBN 978-3-631-65860-4.
- Die "Winzigkeit des humanen Seins": konträr, dual und immanent zur (Un)-Endlichkeit des Raumes und der Zeit: ein ethischer Fokus ; emergent vernetzt: Religionsphilosophie, Philosophie des Geistes, Astrophysik, Quantenmechanik, Evolution, Hirnforschung. Utz, München 2011, ISBN 978-3-8316-4047-8.
- Jorge Guilléns interkulturelle Poetik: ein Werk zwischen Poesie, Literaturgeschichte und Literaturkritik (= Sprach- und Literaturwissenschaften). Utz, München 2008, ISBN 978-3-8316-0765-5.